# 廉哲成
廉 哲成（リョム・チョルソン、朝鮮語: 렴철성）は、朝鮮民主主義人民共和国の軍人、政治家。朝鮮労働党中央委員会委員。朝鮮人民軍総政治局宣伝副局長などを歴任した。在中華人民共和国在瀋陽領事館丹東支部領事のリョム・チョルチュンは弟。朝鮮人民軍における軍事称号（階級）は上将。

## 経歴
出生地や生年月日は不明。1995年に金日成勲章を受賞し、1997年に中将に昇進。2013年2月に朝鮮人民軍のプロパガンダを担当する朝鮮人民軍総政治局宣伝副局長に就任した。2014年2月には少将に降格した。2015年10月に訪朝した、グエン・チョン・ギアベトナム人民軍政治総局副主任と会談し、両軍の親善交流などについて話し合った。2016年5月9日に開催された朝鮮労働党第7次大会で朝鮮労働党中央委員会委員に選出された。2017年に上将に昇進した。2018年には大韓民国国家情報院によって、朝鮮人民軍総政治局宣伝副局長を解任されていたことが明らかにされた。

## 人物
廉哲成は朝鮮労働党組織指導部第一副部長で金正恩の妹である金与正の信頼が厚いとされ、廉の弟のリョム・チョルチュン在丹東領事が2016年2月10日に地球観測衛星「光明星4号」発射（ミサイル発射）を祝うパーティに参加し、飲酒運転で死亡事故を起こした際には、金与正のコネでもみ消したという。

## 参考サイト
북한정보포털
| 先代 | 朝鮮人民軍総政治局宣伝副局長2013年 - 2018年 | 次代リ・ドゥソン |